# حليب ناقة
حليب النوق أو حليب الإبل هو حليب يُفرز من ضرع الناقة أنثى الإبل. وهو غني بالدهون والبروتين. لا يمكن تحويل حليب الإبل إلى زبدة بالطريقة التقليدية. ويمكن ذلك باٍضافة عوامل أو اٍذا خض في درجة حرارة 24 اٍلى 25 درجة مئوية وللوقت دور أساسي في الوصول اٍلى النتائج. يمكن تحويل الحليب بسهولة اٍلى لبن. الزبدة أو الزبادي الناتج من حليب النوق يغلب عليها اللون الأخضر الخافت.

## المكونات الغذائية
يُعتبر حليب الإبل مصدراً غنيّاً بالبروتينات، فهو غذاء كامل يحتوي على المغذيات الطبيعية الكافية للحفاظ على الحياة مع غياب مصادر التغذية الأخرى. كما أنه يحتوي على مستويات عالية من البوتاسيوم والمغنيسيوم والحديد والمنغنيز والنحاس والصوديوم والزنك مقارنة بحليب البقر بالإضافة إلى احتوائه على كمية أقل من الكوليسترول.
كما أنه يحتوي على فيتامين جـ أكثر بـ 3 مرات والحديد أكثر بـ 10 مرات من مستواها في حليب البقر، وهو مغذٍّ بشكل كبير حيث يتم إعطائه في بعض الدول للأطفال الذين يعانون من سوء التغذية.

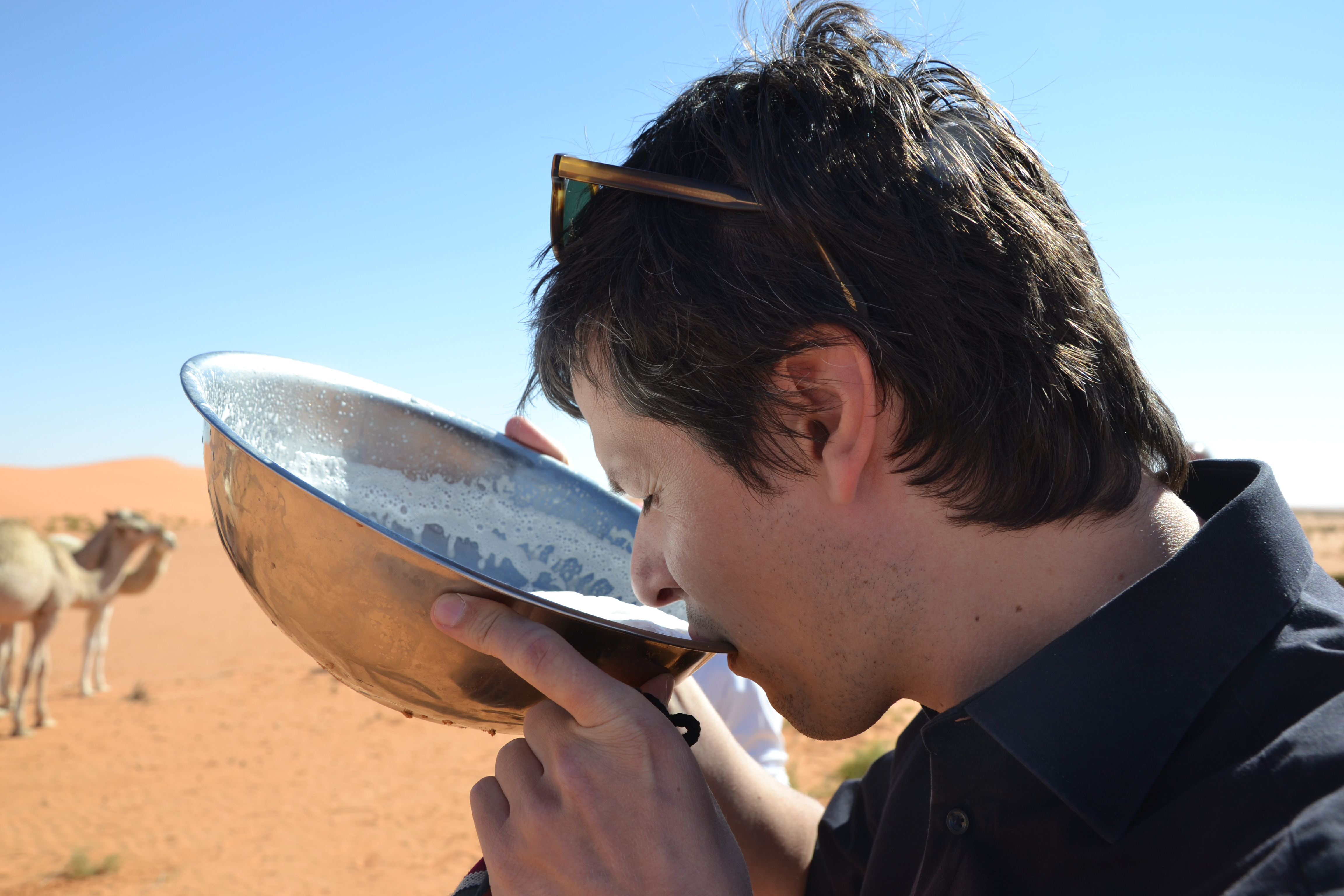
رجل يشرب حليب نوق من زبدية في السعودية

## الاستعمال في العلاج
أظهر الباحثون[من؟] أن أثر حليب الإبل في علاج التوحد دون وجود أي آثار جانبية على الأطفال،[بحاجة لمصدر] وبالإضافة إلى قدرته على علاج حساسية الطعام ومشاكل القناة الهضمية فإن لحليب الإبل القدرة على مقاومة البكتيريا والفيروسات مما يساعد في شفاء الأشخاص المصابين بأمراض المناعة الذاتية.

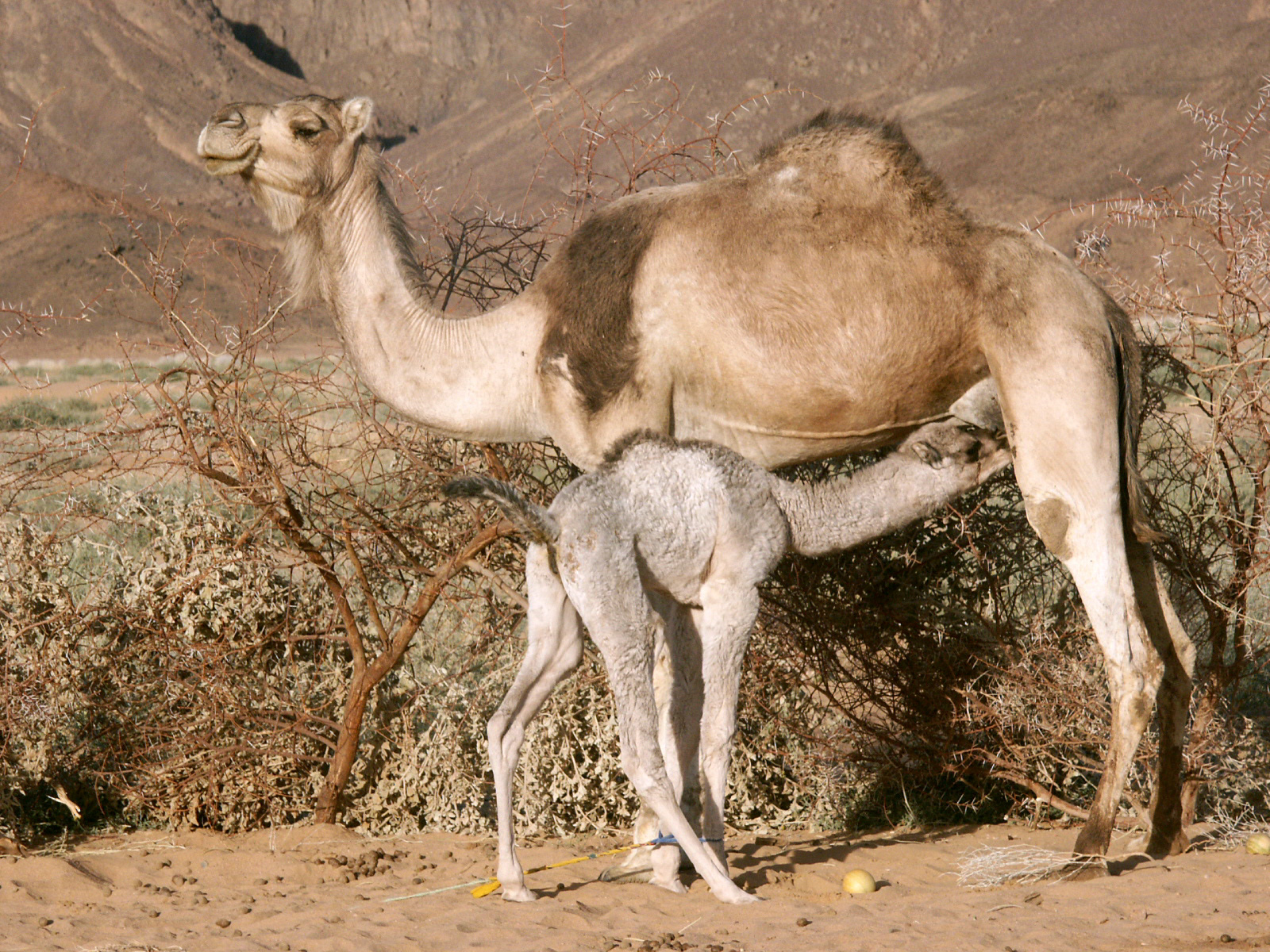
حوار يرضع من ناقة